# Santeramo Sport 2007-2008
Questa voce raccoglie le informazioni riguardanti il Santeramo Sport nelle competizioni ufficiali della stagione 2007-2008.

## Stagione
La stagione 2007-08 è per il Santeramo Sport, sponsorizzato dalla Tena, la quarta consecutiva in Serie A1; sulla panchina arriva l'allenatore Dragan Nešić mentre la rosa è in parte confermata con giocatrici come Jevhenija Duškevyč, Milena Boteva, Noemi Porzio, Monica Marulli e Sônia Benedito: tra gli acquisti quelli di Barbara De Luca, Fernanda Ferreira, Immacolata Sirressi e Mila Rizzo, mentre tra le cessioni quelle di Greta Cicolari, Katja Luraschi, Yoraxí Meleán, Martina Mataloni, Sherisa Livingston e Tatiana Rodrigues.
Il campionato si apre con tre sconfitte consecutive: dopo la prima vittoria alla quarta giornata, in casa, contro l'Asystel Volley, la squadra di Santeramo in Colle si aggiudica, nel girone di andata, tutte le partite disputate tra le mura amiche e perde tutte quelle disputate in trasferta, chiudendo al nono posto. Il girone di ritorno comincia con due stop consecutivi, poi dopo una vittoria e una nuova sconfitta, inanella una serie di quattro successi consecutivi: chiude la regular season con due sconfitte e una vittoria e il settimo posto in classifica. Nei quarti di finale dei play-off scudetto la sfida è contro il Volley Bergamo: le pugliesi però perdono sia gara 1 che gara 2 venendo estromesse dalla corsa al titolo di campione d'Italia.
Tutte le società partecipanti alla Serie A1 e alla Serie A2 nella stagione 2007-08 sono di diritto qualificate alla Coppa Italia. Il Santeramo Sport vince il proprio raggruppamento nella fase a gironi; negli ottavi di finale vince la gara di andata contro il Sassuolo Volley per 3-2, ma poi perde quella di ritorno con lo stesso punteggio: accede alla fase successiva la squadra emiliana per un migliore quoziente punti.

## Organigramma societario
Area direttiva
- Presidente: Franco Carone

Area organizzativa
- Direttore sportivo: Donato Sirressi

Area tecnica
- Allenatore: Dragan Nešić
- Allenatore in seconda: Fabrizio Grezio
- Scout man: Simone Franceschi

Area sanitaria
- Medico: Michele Cardinale, Michele Pugliese
- Preparatore atletico: Alessandro Bracceschi
- Fisioterapista: Filippo Paradiso

## Rosa
| N° | Nome                | Ruolo | Data di nascita | Nazionalità sportiva |
| -- | ------------------- | ----- | --------------- | -------------------- |
| 1  | Milena Boteva       | S/O   | 29 agosto 1981  | Italia               |
| 2  | Antonella Caponio   | C     | -               | Italia               |
| 3  | Fernanda Ferreira   | P     | 10 gennaio 1980 | Brasile              |
| 4  | Sônia Benedito      | S     | 10 gennaio 1978 | Brasile              |
| 5  | Janina Žurovs'ka    | S     | 15 marzo 1982   | Ucraina              |
| 6  | Rebeca Serrano      | S     | 16 gennaio 1979 | Spagna               |
| 7  | Jevhenija Duškevyč  | C     | 4 maggio 1979   | Ucraina              |
| 8  | Mila Rizzo          | C     | 28 ottobre 1977 | Italia               |
| 9  | Immacolata Sirressi | L     | 19 maggio 1990  | Italia               |
| 10 | Valeria Cimoli      | P     | 8 gennaio 1989  | Italia               |
| 13 | Noemi Porzio        | L     | 8 luglio 1984   | Italia               |
| 15 | Barbara De Luca     | S     | 19 luglio 1975  | Italia               |
| 17 | Monica Marulli      | C     | 3 ottobre 1975  | Italia               |

## Mercato
| Acquisti | Acquisti            | Acquisti        | Acquisti   |
| R.       | Nome                | da              | Modalità   |
| -------- | ------------------- | --------------- | ---------- |
| P        | Valeria Cimoli      | San Casciano    | definitivo |
| S        | Barbara De Luca     | Sassuolo        | definitivo |
| P        | Fernanda Ferreira   | Finasa          | definitivo |
| C        | Mila Rizzo          | Spes Conegliano | definitivo |
| S        | Rebeca Serrano      | ?               | definitivo |
| L        | Immacolata Sirressi | Club Italia     | definitivo |
| S        | Janina Žurovs'ka    | RC Cannes       | definitivo |

| Cessioni | Cessioni             | Cessioni            | Cessioni   |
| R.       | Nome                 | a                   | Modalità   |
| -------- | -------------------- | ------------------- | ---------- |
| S        | Greta Cicolari       | Chieri              | definitivo |
| S/O      | Sherisa Livingston   | Marmaris            | definitivo |
| P        | Katja Luraschi       | -                   | ritirata   |
| L        | Martina Mataloni     | Vicenza             | definitivo |
| P        | Yoraxí Meleán        | Ciutadella          | definitivo |
| C        | Maria Teresa Porfido | ?                   | definitivo |
| C        | Tatiana Rodrigues    | AABB Goiânia        | definitivo |
| S        | Rebeca Serrano       | Robur Tiboni Urbino | definitivo |
| C        | Marianna Silletti    | ?                   | definitivo |

## Risultati

### Serie A1

#### Girone di andata
| 1ª giornata - 7 ottobre 2007 PalaEvangelisti, Perugia              | Sirio Perugia      | 3 - 0 | Santeramo | 25-19, 25-16, 25-19               |
| 2ª giornata - 10 ottobre 2007 PalaCooper, Santeramo in Colle       | Santeramo          | 0 - 3 | Bergamo   | 19-25, 22-25, 19-25               |
| 3ª giornata - 14 ottobre 2007 PalaTriccoli, Jesi                   | Giannino Pieralisi | 3 - 1 | Santeramo | 25-21, 21-25, 25-18, 25-21        |
| 4ª giornata - 17 ottobre 2007 PalaCooper, Santeramo in Colle       | Santeramo          | 3 - 2 | Asystel   | 25-20, 22-25, 25-21, 11-25, 15-13 |
| 5ª giornata - 25 novembre 2007 PalaYamamay, Busto Arsizio          | Busto Arsizio      | 3 - 0 | Santeramo | 25-22, 25-19, 25-20               |
| 6ª giornata - 2 dicembre 2007 PalaCooper, Santeramo in Colle       | Santeramo          | 3 - 0 | Forlì     | 25-16, 25-21, 25-17               |
| 7ª giornata - 9 dicembre 2007 PalaPaganelli, Sassuolo              | Sassuolo           | 3 - 0 | Santeramo | 25-19, 25-19, 25-20               |
| 8ª giornata - 12 dicembre 2007 PalaCooper, Santeramo in Colle      | Santeramo          | 3 - 2 | Vicenza   | 25-19, 25-27, 24-26, 25-23, 15-12 |
| 9ª giornata - 22 dicembre 2007 PalaDionigi, Sant'Angelo in Lizzola | Robursport Pesaro  | 3 - 1 | Santeramo | 30-32, 25-20, 25-20, 25-14        |
| 10ª giornata - 26 dicembre 2007 PalaCooper, Santeramo in Colle     | Santeramo          | 3 - 1 | Altamura  | 25-23, 21-25, 25-21, 25-20        |
| 11ª giornata - 29 dicembre 2007 PalaMaddalene, Chieri              | Chieri             | 3 - 0 | Santeramo | 25-17, 25-21, 25-12               |

#### Girone di ritorno
| 12ª giornata - 26 gennaio 2008 PalaCooper, Santeramo in Colle  | Santeramo | 0 - 3 | Sirio Perugia      | 19-25, 20-25, 11-25              |
| 13ª giornata - 30 gennaio 2008 PalaNorda, Bergamo              | Bergamo   | 3 - 1 | Santeramo          | 21-25, 25-17, 25-20, 25-14       |
| 14ª giornata - 5 febbraio 2008 PalaCooper, Santeramo in Colle  | Santeramo | 3 - 1 | Giannino Pieralisi | 35-33, 21-25, 25-19, 25-18       |
| 15ª giornata - 10 febbraio 2008 PalaDalLago, Novara            | Asystel   | 3 - 2 | Santeramo          | 39-37, 16-25, 25-9, 23-25, 15-12 |
| 16ª giornata - 17 febbraio 2008 PalaCooper, Santeramo in Colle | Santeramo | 3 - 1 | Busto Arsizio      | 25-22, 25-20, 17-25, 25-18       |
| 17ª giornata - 24 febbraio 2008 PalaGalassi, Forlì             | Forlì     | 0 - 3 | Santeramo          | 21-25, 16-25, 19-25              |
| 18ª giornata - 2 marzo 2008 PalaCooper, Santeramo in Colle     | Santeramo | 3 - 0 | Sassuolo           | 25-16, 25-23, 25-19              |
| 19ª giornata - 9 marzo 2008 PalaRuggi, Imola                   | Vicenza   | 0 - 3 | Santeramo          | 22-25, 18-25, 22-25              |
| 20ª giornata - 12 marzo 2008 PalaCooper, Santeramo in Colle    | Santeramo | 0 - 3 | Robursport Pesaro  | 18-25, 23-25, 22-25              |
| 21ª giornata - 22 marzo 2008 PalaBaldassarra, Altamura         | Altamura  | 3 - 1 | Santeramo          | 27-25, 25-23, 20-25, 25-23       |
| 22ª giornata - 6 aprile 2008 PalaCooper, Santeramo in Colle    | Santeramo | 3 - 1 | Chieri             | 25-19, 25-21, 23-25, 27-25       |

#### Play-off scudetto
| Quarti di finale (gara 1) - 10 aprile 2008 PalaCooper, Santeramo in Colle | Santeramo | 0 - 3 | Bergamo   | 15-25, 14-25, 17-25 |
| Quarti di finale (gara 2) - 12 aprile 2008 PalaNorda, Bergamo             | Bergamo   | 3 - 0 | Santeramo | 25-12, 25-21, 25-9  |

### Coppa Italia

#### Fase a gironi
| 1ª giornata - 21 ottobre 2007 PalaSomenzi, Cremona                 | Esperia           | 1 - 3 | Santeramo         | 12-25, 25-22, 19-25, 13-25 |
| 2ª giornata - 24 ottobre 2007 PalaCooper, Santeramo in Colle       | Santeramo         | 3 - 0 | Virtus Roma       | 25-19, 25-20, 25-18        |
| 3ª giornata - 28 ottobre 2007 PalaCooper, Santeramo in Colle       | Santeramo         | 3 - 1 | Robursport Pesaro | 25-18, 25-19, 21-25, 25-18 |
| 4ª giornata - 4 novembre 2007 Palazzetto dello Sport, Colleferro   | Virtus Roma       | 1 - 3 | Santeramo         | 15-25, 25-23, 18-25, 9-25  |
| 5ª giornata - 11 novembre 2007 PalaDionigi, Sant'Angelo in Lizzola | Robursport Pesaro | 3 - 1 | Santeramo         | 26-24, 25-20, 24-26, 27-25 |
| 6ª giornata - 17 novembre 2007 PalaCooper, Santeramo in Colle      | Santeramo         | 3 - 0 | Esperia           | 25-21, 25-11, 25-16        |

#### Fase a eliminazione diretta
| Ottavi di finale (andata) - 16 maggio 2008 PalaPaganelli, Sassuolo         | Sassuolo  | 2 - 3 | Santeramo | 23-25, 25-22, 28-26, 23-25, 11-15 |
| Ottavi di finale (ritorno) - 20 maggio 2008 PalaCooper, Santeramo in Colle | Santeramo | 2 - 3 | Sassuolo  | 25-23, 25-23, 17-25, 21-25, 9-15  |

## Statistiche

### Statistiche di squadra
| Competizione | Punti | In casa | In casa | In casa | In trasferta | In trasferta | In trasferta | Totale | Totale | Totale |
| Competizione | Punti | G       | V       | P       | G            | V            | P            | G      | V      | P      |
| ------------ | ----- | ------- | ------- | ------- | ------------ | ------------ | ------------ | ------ | ------ | ------ |
| Serie A1     | 29    | 12      | 8       | 4       | 12           | 2            | 10           | 24     | 10     | 14     |
| Coppa Italia | 15    | 4       | 3       | 1       | 4            | 3            | 1            | 8      | 6      | 2      |
| Totale       | -     | 16      | 11      | 5       | 16           | 5            | 11           | 32     | 16     | 16     |

G = partite giocate; V = partite vinte; P = partite perse

### Statistiche dei giocatori
| M. Boteva    | 22 | 117 | 89  | 19 | 9  | Statistiche assenti | Statistiche assenti |
| A. Caponio   | -  | -   | -   | -  | -  | Statistiche assenti | Statistiche assenti |
| V. Cimoli    | 7  | 4   | 2   | 0  | 2  | Statistiche assenti | Statistiche assenti |
| B. De Luca   | 24 | 258 | 231 | 15 | 12 | Statistiche assenti | Statistiche assenti |
| J. Duškevyč  | 24 | 240 | 182 | 53 | 5  | Statistiche assenti | Statistiche assenti |
| F. Ferreira  | 21 | 79  | 43  | 18 | 18 | Statistiche assenti | Statistiche assenti |
| M. Marulli   | 24 | 256 | 157 | 90 | 9  | Statistiche assenti | Statistiche assenti |
| N. Porzio    | 20 | 0   | 0   | 0  | 0  | Statistiche assenti | Statistiche assenti |
| M. Rizzo     | 18 | 2   | 0   | 0  | 2  | Statistiche assenti | Statistiche assenti |
| R. Serrano   | 4  | 0   | 0   | 0  | 0  | Statistiche assenti | Statistiche assenti |
| I. Sirressi  | 19 | 0   | 0   | 0  | 0  | Statistiche assenti | Statistiche assenti |
| S. Benedito  | 22 | 341 | 308 | 9  | 24 | Statistiche assenti | Statistiche assenti |
| J. Žurovs'ka | 19 | 128 | 114 | 12 | 2  | Statistiche assenti | Statistiche assenti |

P = presenze; PT = punti totali; AV = attacchi vincenti; MV = muri vincenti; BV = battute vincenti